# Champagnier
Champagnier és un municipi francès situat al departament de la Isèra i a la regió d'Alvèrnia-Roine-Alps. L'any 2007 tenia 1.142 habitants.

## Demografia

### Població
El 2007 la població de fet de Champagnier era de 1.142 persones. Hi havia 412 famílies de les quals 59 eren unipersonals (38 homes vivint sols i 21 dones vivint soles), 143 parelles sense fills, 197 parelles amb fills i 13 famílies monoparentals amb fills.
La població ha evolucionat segons el següent gràfic:
Habitants censats

### Habitatges
El 2007 hi havia 447 habitatges, 417 eren l'habitatge principal de la família, 12 eren segones residències i 19 estaven desocupats. 413 eren cases i 33 eren apartaments. Dels 417 habitatges principals, 366 estaven ocupats pels seus propietaris, 39 estaven llogats i ocupats pels llogaters i 12 estaven cedits a títol gratuït; 2 tenien una cambra, 7 en tenien dues, 18 en tenien tres, 83 en tenien quatre i 307 en tenien cinc o més. 385 habitatges disposaven pel capbaix d'una plaça de pàrquing. A 126 habitatges hi havia un automòbil i a 274 n'hi havia dos o més.

### Piràmide de població
La piràmide de població per edats i sexe el 2009 era:
| Homes | Edats   | Dones |
| ----- | ------- | ----- |
| 0     | 95 o +  | 0     |
| 4     | 90 a 94 | 0     |
| 0     | 85 a 89 | 8     |
| 4     | 80 a 84 | 0     |
| 4     | 75 a 79 | 8     |
| 12    | 70 a 74 | 20    |
| 16    | 65 a 69 | 24    |
| 44    | 60 a 64 | 32    |
| 40    | 55 a 59 | 40    |
| 36    | 50 a 54 | 48    |
| 32    | 45 a 49 | 36    |
| 48    | 40 a 44 | 44    |
| 28    | 35 a 39 | 36    |
| 36    | 30 a 34 | 40    |
| 12    | 25 a 29 | 12    |
| 8     | 20 a 24 | 20    |
| 40    | 15 a 19 | 24    |
| 24    | 10 a 14 | 32    |
| 40    | 5 a 9   | 28    |
| 12    | 0 a 4   | 40    |

## Economia
El 2007 la població en edat de treballar era de 776 persones, 541 eren actives i 235 eren inactives. De les 541 persones actives 516 estaven ocupades (271 homes i 245 dones) i 26 estaven aturades (14 homes i 12 dones). De les 235 persones inactives 81 estaven jubilades, 100 estaven estudiant i 54 estaven classificades com a «altres inactius».

### Ingressos
El 2009 a Champagnier hi havia 442 unitats fiscals que integraven 1.265,5 persones, la mediana anual d'ingressos fiscals per persona era de 27.911 €.

### Activitats econòmiques
Dels 47 establiments que hi havia el 2007, 6 eren d'empreses extractives, 1 d'una empresa de fabricació de material elèctric, 3 d'empreses de fabricació d'altres productes industrials, 7 d'empreses de construcció, 5 d'empreses de comerç i reparació d'automòbils, 3 d'empreses de transport, 2 d'empreses d'hostatgeria i restauració, 4 d'empreses d'informació i comunicació, 11 d'empreses de serveis, 2 d'entitats de l'administració pública i 3 d'empreses classificades com a «altres activitats de serveis».
Dels 8 establiments de servei als particulars que hi havia el 2009, 1 era un taller de reparació d'automòbils i de material agrícola, 3 paletes, 1 lampisteria, 1 electricista, 1 restaurant i 1 agència immobiliària.
L'únic establiment comercial que hi havia el 2009 era una botiga de mobles.
L'any 2000 a Champagnier hi havia 8 explotacions agrícoles que ocupaven un total de 344 hectàrees.

## Equipaments sanitaris i escolars
El 2009 hi havia una escola elemental.

## Poblacions més properes
El següent diagrama mostra les poblacions més properes.